# Плещеева, Анастасия Ивановна
Анастаси́я Ива́новна Плеще́ева, урождённая Протасова (1754—1812) — русская эссеистка, свояченица, приятельница и покровительница Н. М. Карамзина, который свои «Письма русского путешественника» посвятил ей и её мужу.

## Биография
Дочь статского советника Ивана Яковлевича Протасова (1721—1778) и Александры Александровны Юшковой. Была замужем за орловским помещиком, секунд-майором в отставке Алексеем Александровичем Плещеевым, служившим в Московском казначействе.
Карамзин познакомился с Плещеевыми ещё будучи учеником профессора Шадена. Сблизился же он с ними, когда вернулся из-за границы и поселился в их московском доме на Тверской улице, летом он жил в их орловском имении Знаменском. Свою дружбу с обаятельной и энергичной хозяйкой дома он воспел в «Послании к женщинам» (1796). Плещеева славилась своим умом и любознательностью, в своих ранних произведениях Карамзин называл её именем греческой богини красоты Аглая.
В 1801 году Карамзин женился на её младшей сестре Елизавете. По воспоминаниям И. И. Дмитриева, Плещеева, оказавшая на молодого Карамзина большое влияние, питала к нему чувства нежнейшей матери. Со временем отношения Карамзина и Плещеевой осложнились, из-за её чрезмерной неуравновешенности, она подчас устраивала своему другу весьма бурные сцены.

Анастасия Ивановна пробовала свои силы в переводе с французского языка, ей принадлежит перевод сочинения госпожи Ле Пренс де Бомон: «Училище бедных, работников, слуг, ремесленников и всех нижнего класса людей». По поводу этой книги в «Вестнике Европы» (1808, № 21) была помещена пространная рецензия. Автор её высказывается сторонником просвещения для «простолюдинов». 
Просвещение — что бы ни говорили о нем суровые люди, которые судят о вещах по одному только их злоупотреблению, необходимо для человека во всяком состоянии.
 Однако для простых людей истинная наука всё-таки роскошь и для них автор рецензии набрасывает более простую программу:
…простые понятия чистой морали…, знакомство с некоторыми приятными чувствами…, точнейшее сведение о тех вещах, которые принадлежат к особенному знанию каждого…
Книга, переведённая Плещеевой, по мнению рецензента, удовлетворяет этой программе и потому «может занимать одно из первых мест в библиотеке простолюдина».
Последние годы жизни Плещеевой были омрачены слабым здоровьем и тяжелым материальным положением семьи. Жила она в Москве «в бедности и, когда угощала гостей и друзей, сама стряпала, но делала это так весело и так любезно, смеясь над своими неудачами по части поварского искусства, что её продолжали охотно посещать прежние друзья». Когда она умерла неизвестно.

## Семья
Будучи натура страстная, Анастасия Ивановна в семейной жизни не была счастлива. По её признанию, Плещеев был редким супругом и делал многое для неё, но в нём не было той нежности и любви, которую она сама к нему испытывала. В браке имели сына и двух дочерей:
- Александр Алексеевич (1778—1862), писатель и переводчик.
- Александра Алексеевна, в замужестве (с 18 ноября 1800 года)[4] за Василием Петровичем Гурьевым.
- Марфа Алексеевна (14.02.1780[5]— ?), в замужестве Чайковская.